# Vizigotsko Kraljevstvo
Vizigotsko Kraljevstvo je bio naziv za nekoliko državnih tvorevina kojima su vladali Zapadni Goti na prostoru rimskih provincija Galije i Hispanije.
Prva je bila federatski posjed u Akvitaniji, zatim Tolozatsko Kraljevstvo, Toledsko Kraljevstvo koje su uništili Mauri te Asturiju koje je na sjevernom dijelu Pirenejskog poluotoka osnovao vizigotski plemić koji je uspio pobijediti muslimanske osvajače.

## Popis vizigotskih vladara
- Alarik I. od 395. – 410. godine
- Ataulf od 410. – 415. godine
- Sigerik 415. godina
- Valija od 415. – 418. godine
- Teodorik I. od 418. – 451. godine
- Torizmund od 451. – 453. godine
- Teodorik II. od 453. – 466. godine
- Eurik od 466. – 484. godine
- Alarik II. 484. – 507. godina
- Amalarik od 507. – 531. godine
- Gesalek od 507. – 511. godine
- Teudis od 531. – 548. godine
- Teudigisil od 548. – 549. godine
- Agila I. od 549. – 554. godine
- Atanagild od 554. – 567. godine
- Liuva I. od 567. – 572. godine
- Leovigild od 567. – 572. godine